# قانون طبيعي
القانون الطبيعي له عدة تعريفات ولكن يمكن تعريفه بأنه مجموعة القواعد الثابتة وغير المكتوبة والواجبة الانطباق على كافة الأفراد في كل المجتمعات نظراً لانها تجد مصدرها في الطبيعة ذاتها . فهو نوع من الأخلاقية  الواجبة الانطباق في كل مكان وزمان مثل أفكار العدالة  و المساواة. هذا النوع من القانون ليس من صنع المشرع ، وإنما هو متأصل في الطبيعة البشرية.

## المفهوم التقليدي للقانون الطبيعي
تجه أنصار المفهوم التقليدي  ـ وهو المفهوم السائد عند الفلاسفة اليونان ـ للقانون الطبيعي إلى أن قواعده تهيمن على الروابط والعلاقات الاجتماعية وتحكمها، وأن هذه القواعد كامنة في طبيعة هذه الروابط والعلاقات، تماماً مثلما تحكم قوانين الطبيعة الظواهر الطبيعية كافة، فطبيعة الأشياء، أو الطبيعة الاجتماعية الخارجية هي مصدر كل قانون وكل حق وكل قيمة يكشف عنها العقل البشري، فسبيله إلى معرفة قواعد القانون الطبيعي هو التأمل والتفكير في الروابط الاجتماعية التي تسير كالظواهر الطبيعية على سنّن متماثلة مطردة.

## المفهوم الحديث للقانون الطبيعي
هذا المفهوم يجعل عقل الإنسان المجرد هو المصدر الأساسي لكل قانون، فعقل الإنسان هو الذي يقنن القيم لتكون هادياً للقوانين الوضعية.
إنّ رائد هذا المفهوم الحديث هو الفيلسوف الهولندي غروشيوس ، فالقانون الطبيعي عنده هو القاعدة التي يوصي بها العقل القويم والتي بمقتضاها يجب الحكم بأنّ عملاً ما يعد ظالماً أو عادلاً تبعاً لكونه مخالفاً أو موافقاً لمنطق العقل، وإنّ قواعد هذا القانون  ثابتة لا تتغير ولا تتبدل.

## القانون الطبيعي مصدراً للقاعدة القانونية
الأصل أنه لا يجوز لأية محكمة الامتناع عن الحكم بحجة عدم وجود نص قانوني أو بحجة نقصان هذا الأخير ، فإذا ما ادعت ذلك عدت متقاعسة عن إحقاق الحق مرتكبة بذلك لجريمة إنكار العدالة . وتأسيساً على هذا الأصل فإنه في حالة عدم وجود نص تشريعي أو قاعدة عرفية فإن القاضي سيلجأ إلى القانون الطبيعي وقواعد العدالة المتأصلة في الضمير القانوني وفي ثقافة المجتمع أجمع ، وهي عبارة عن مبادئ عامة تعبر عن فكرة العدل وإحقاق الحق .
ولهذا فإن  مبادئ القانون الطبيعي- والتي بذاتها تحقق العدالة- تعد مصدراً رسمياً احتياطياً للقاعدة القانونية إذا لم يهتد القاضي إلى الحل في نصوص التشريع وفي مبادئ الشريعة الإسلامية والعرف، وعليه فإنه إذا كانت مبادئ القانون الطبيعي تلهم المشرّع إلى القواعد العادلة ويجب أن يتبناها فيما يسنه من تشريعات وضعية، فإن من شأنها أيضاً أن تلهم القاضي الحلول العادلة حيث تعوزه الحلول في المصادر الأخرى للقاعدة القانونية، وهي فرضية نادرة التحقق.
على أن بعضهم يرى أنه لا يتصور أن يكون المقصود هنا تكليف القاضي البحث عن قواعد تتصف بالثبات والخلود وتمثل العدالة المطلقة، لأنه سيكون عندئذ تكليفاً بمستحيل، إنما المقصود أن يحكم القاضي بمقتضى ما يكون مقبولاً في المجتمع في الوقت الذي يصدر فيه حكمه، وأنه مهما تكرر الحكم في مسألة معينة على وجه واحد استناداً إلى أن هذا هو ما تمليه مبادئ القانون الطبيعي وقواعد العدالة، فلا يمكن أن يترتب على ذلك القول إنه يعد قاعدة قانونية، إنه لا يعدو أن يكون رأياً خاصاً نتيجة تفكير شخصي معين للقاضي، وإن القصد من إحالة المشرع القاضي إلى قواعد القانون الطبيعي والعدالة أن يصدر في حكمه عن اعتبارات موضوعية عامة لا عن تفكير أو معتقدات ذاتية لديه. ومن ثم لاتكون مبادئ القانون الطبيعي وقواعد العدالة من وجهة نظر هؤلاء مصدراً رسمياً للقانون بالمعنى الصحيح.